# 816–818 Govan Road

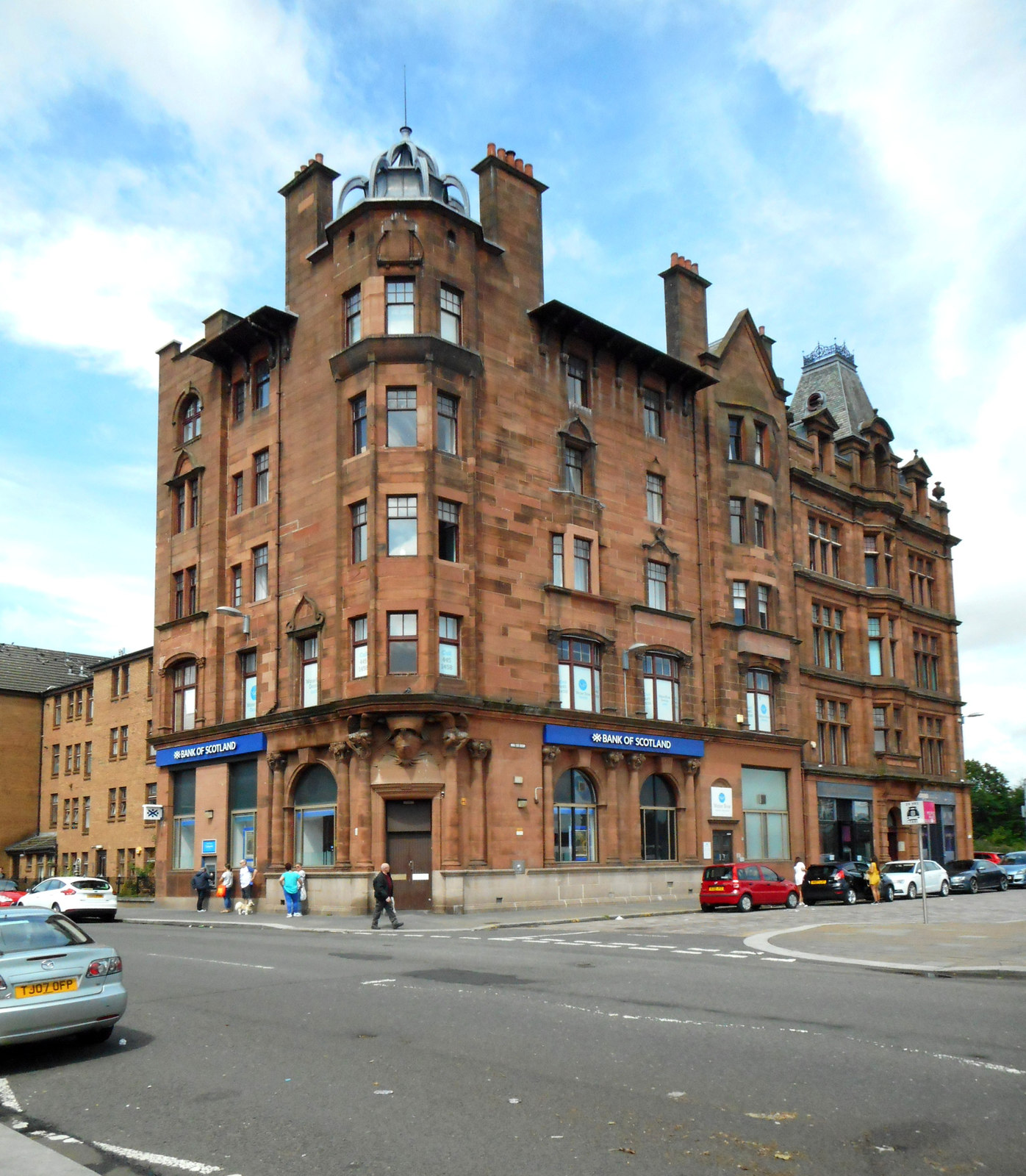
816–818 Govan Road

Unter der Adresse 816–818 Govan Road in der schottischen Stadt Glasgow befindet sich ein Geschäftsgebäude. 1970 wurde das Bauwerk als Einzeldenkmal in die schottischen Denkmallisten in der höchsten Denkmalkategorie A aufgenommen.

## Beschreibung
Das Bauwerk wurde zwischen 1897 und 1900 für die British Linen Bank erbaut. Für den Entwurf zeichnet das Architekturbüro James Salmon & Son in Zusammenarbeit mit John Gaff Gillespie verantwortlich. Die Bauplastik schuf Francis Derwent Wood.
Das Gebäude steht an der Einmündung der Water Row in die Govan Road nahe dem Clyde im südwestlichen Glasgower Stadtteil Govan. Das fünfstöckige Gebäude ist in der Interpretation des Jugendstils der Glasgow School ausgestaltet. Ebenerdig sind entlang der Water Row zwei weite von korinthischen Säulen flankierte Rundbogenfenster eingelassen. Die Kapitelle gestaltete Johan Keller. Die Fenster des ersten Obergeschosses schließen mit flachen Segmentbögen. Sie sind mit Pilastern ornamentiert. Die Fenster der darüberliegenden Stockwerke besitzen Gesimse im Jugendstil. Die kurze Fassade entlang der Govan Road ist ähnlich ausgestaltet. Markant sind die Konsolen des polygonalen Erkers an der Gebäudekante. Sie zeigen den aus der Mauer brechenden Bug einer Trireme mit dem Kürzel der Bank im Segel. Flankierende Atlanten auf korinthischen Säulen blasen Wind in das Segel.